# Нечерікара
Нечерікара — давньоєгипетський фараон з VIII династії.

## Життєпис
Фараон відомий тільки з Абідоського списку (як наступник Меренри II, оскільки жінка-цариця Нітокріс в ньому не згадується). Ані його гробниця, ані пам'ятники його правління нині не знайдені. Судячи з усього, його правління не перевищувало кілька років.